# Ratusz w Piszu
Ratusz w Piszu – neogotycki ratusz w Piszu. Wybudowany został w 1900 za pieniądze pochodzące z kontrybucji wypłaconych przez Francję po wojnie francusko-pruskiej 1871. Jeszcze w 1898 w tym miejscu stał stary ratusz, rozebrany. 
W budynku mieści się Muzeum Ziemi Piskiej, Starostwo Powiatowe i Urząd Stanu Cywilnego. Ratusz liczy dwie kondygnacje oraz podpiwniczenie i poddasze. Budynek jest zdobiony ryzalitem z wysokim schodkowym szczytem nad wejściem. Dach, doświetlony lukarnami wieńczy niewielka sygnaturka.